# Preah Ko Preah Keo
Preah Ko Preah Keo (en camboyano: "Sagrado buey y sagrada gema") es una leyenda camboyana famosa sobre dos hermanos nacidos en Camboya. El hermano mayor era un buey llamado Preah Ko y el más joven era un hombre llamado Preah Keo. Preah Ko era un buey con poder divino cuyo vientre contenía objetos preciosos y codiciados. Ambos hermanos sagrados eran famosos por traer paz y prosperidad al sitio donde residieran.
La Leyenda de Preah Ko Preah Keo es muy popular en la sociedad camboyana. Hay versiones orales, escritos, películas y pinturas sobre el tema y existe un gran respeto por parte del folklore camboyano. En algunos santuarios del país hay estatuas de Preah Ko y Preah Keo, vigilantes sobre las tierras que se dice habitaron.

## Contexto histórico
Los camboyanos y siameses guerrearon frecuentemente, llegando los siameses a saquear las capital camboyana de Angkor y Longvek. Después de estos saqueos muchos objetos preciosos, joyas, estatuas, textos antiguos y muchos prisioneros de guerra de camboyanos fueron trasladados a la capital de Siam, Ayutthaya. La pérdida de estos tesoros y los recursos humanos asociados tuvo un efecto enorme en el reino camboyano. El país había entrado en declive y carecía de símbolos para el optimismo.
La Leyenda de Preah Ko Preah Keo surge en este contexto histórico como muestra de la tristeza sobre estas penurias bélicas.